# Orazio Michi
Orazio Michi "dell'Arpa" (hay còn được gọi là Mihi) (1594-1641) là nhà soạn nhạc, nghệ sĩ hạc cầm người Ý. Ông có biệt danh là "của hạc cầm".

## Tác phẩm, sách và ghi chép
- 3 đoạn nhạc trong The Harp of Luduvico

- I diletti di mundo
- Quel signor
- Su duro tronco

- Piangete, afflitti lumi
- Ninna nanna al bambino